# Centrothele kuranda
Espèce
Centrothele kuranda est une espèce d'araignées aranéomorphes de la famille des Lamponidae.

## Distribution
Cette espèce est endémique du Queensland en Australie. Elle se rencontre vers Kuranda et Cairns et dans la forêt d'État de Kirrama.

## Description
La femelle holotype mesure 11,0 mm et le mâle paratype 10,4 mm.

## Étymologie
Son nom d'espèce lui a été donné en référence au lieu de sa découverte, Kuranda.

## Publication originale
- Platnick, 2000 : A relimitation and revision of the Australasian ground spider family Lamponidae (Araneae: Gnaphosoidea). Bulletin of the American Museum of Natural History, no 245, p. 1-330 (texte intégral).